# TOKYO MXアニメ番組放送一覧
TOKYO MXアニメ番組放送一覧（トーキョー・エムエックス アニメばんぐみほうそういちらん）では、東京都の独立局である東京メトロポリタンテレビジョン（TOKYO MX）で放送中ないし放送されたアニメ番組を列挙している。
放送時刻はJST（日本標準時）、24時以降の番組は翌日未明で表記。

## 現在放送中の新作アニメ
16:9マスター作品に関しては2009年10月期より原則としてフルサイズ放送に統一されている。いずれもMX1（091・092ch）で放送（原則HD放送）。
| 番組名                                                               | 放送時間         | 製作局                   | 画質など                        | 備考                                                   |
| -------------------------------------------------------------------- | ---------------- | ------------------------ | ------------------------------- | ------------------------------------------------------ |
| CITY THE ANIMATION                                                   | 月 0:00 - 0:30   |                          | ハイビジョン制作 16:9フルサイズ |                                                        |
| ゲーセン少女と異文化交流                                             | 月 0:30 - 1:00   | BS朝日 AT-X              | ハイビジョン制作 16:9フルサイズ | KADOKAWA枠                                             |
| デキちゃうまで婚                                                     | 月 1:00 - 1:05   |                          | ハイビジョン制作 16:9フルサイズ | AnimeFesta枠、地上波独占放送、オンエア版               |
| 忍ばない！クリプトニンジャ咲耶 参ノ巻                                | 月 21:54 - 22:00 | 本局                     | ハイビジョン制作 16:9フルサイズ | TVer対応                                               |
| 出禁のモグラ                                                         | 月 22:00 - 22:30 | 本局 BS11                | ハイビジョン制作 16:9フルサイズ |                                                        |
| 美男高校地球防衛部ハイカラ！                                         | 月 23:00 - 23:30 | AT-X                     | ハイビジョン制作 16:9フルサイズ |                                                        |
| Summer Pockets                                                       | 月 23:30 - 24:00 | 本局 毎日放送 BS11       | ハイビジョン制作 16:9フルサイズ |                                                        |
| 鬼人幻燈抄                                                           | 火 0:00 - 0:30   | 本局 毎日放送            | ハイビジョン制作 16:9フルサイズ |                                                        |
| ぐらんぶる Season2                                                   | 火 0:30 - 1:00   | 毎日放送                 | ハイビジョン制作 16:9フルサイズ |                                                        |
| わたしが恋人になれるわけないじゃん、ムリムリ!（※ムリじゃなかった!?） | 火 1:00 - 1:30   |                          | ハイビジョン制作 16:9フルサイズ |                                                        |
| カッコウの許嫁 Season2                                               | 火 23:00 - 23:30 | BS日テレ                 | ハイビジョン制作 16:9フルサイズ | 第1期はテレビ朝日で放送。                              |
| ネクロノミ子のコズミックホラーショウ                                 | 火 23:30 - 24:00 | 本局 カンテレ BS日テレ   | ハイビジョン制作 16:9フルサイズ |                                                        |
| まったく最近の探偵ときたら                                           | 水 0:30 - 1:00   | BS11 AT-X                | ハイビジョン制作 16:9フルサイズ | KADOKAWA枠                                             |
| 人妻の唇は缶チューハイの味がして                                     | 水 1:00 - 1:05   |                          | ハイビジョン制作 16:9フルサイズ | 地上波独占放送、オンエア版                             |
| ぬきたし THE ANIMATION                                               | 水 2:35 - 3:05   | AT-X                     | ハイビジョン制作 16:9フルサイズ | 全面規制ver. MX2（093ch）で放送 MX1では音声のみを放送  |
| シークレット キャッチ!ティニピン                                     | 水 20:00 - 20:15 |                          | ハイビジョン制作 16:9フルサイズ |                                                        |
| ネコのクラちゃん Ordinaridays                                        | 水 20:15 - 20:30 |                          | ハイビジョン制作 16:9フルサイズ | TVer、Rチャンネル対応                                  |
| 自動販売機に生まれ変わった俺は迷宮を彷徨う 2nd Season                | 水 22:00 - 22:30 | 日本テレビ BS日テレ      | ハイビジョン制作 16:9フルサイズ | YTE制作枠                                              |
| クレバテス-魔獣の王と赤子と屍の勇者-                                 | 水 23:00 - 23:30 | BS日テレ AT-X            | ハイビジョン制作 16:9フルサイズ | KADOKAWA枠 初回は60分拡大SP                            |
| 盾の勇者の成り上がり Season4                                         | 水 23:30 - 24:00 | AT-X                     | ハイビジョン制作 16:9フルサイズ | KADOKAWA枠                                             |
| 宇宙人ムームー                                                       | 木 0:00 - 0:30   |                          | ハイビジョン制作 16:9フルサイズ |                                                        |
| 帝乃三姉妹は案外、チョロい。                                         | 木 0:30 - 1:00   | 本局 毎日放送 BS11       | ハイビジョン制作 16:9フルサイズ | アニプレックス枠                                       |
| New PANTY&STOCKING with GARTERBELT                                   | 木 1:00 - 1:30   |                          | ハイビジョン制作 16:9フルサイズ | KADOKAWA枠 CENSORED版                                  |
| BabyBus -ベビーバス-                                                 | 木 19:00 - 19:30 |                          | ハイビジョン制作 16:9フルサイズ | Rチャンネル対応                                        |
| うたごえはミルフィーユ                                               | 木 21:25 - 21:54 | 本局 BSフジ              | ハイビジョン制作 16:9フルサイズ | TVer対応                                               |
| 銀河特急 ミルキー☆サブウェイ                                         | 木 21:54 - 22:00 |                          | ハイビジョン制作 16:9フルサイズ | TVer対応                                               |
| Dr.STONE SCIENCE FUTURE（第2クール）                                 | 木 22:00 - 22:30 |                          | ハイビジョン制作 16:9フルサイズ |                                                        |
| カラオケ行こ！                                                       | 木 22:30 - 23:00 | カンテレ メ～テレ AT-X   | ハイビジョン制作 16:9フルサイズ | KADOKAWA枠                                             |
| 強くてニューサーガ                                                   | 木 23:30 - 24:00 | 本局                     | ハイビジョン制作 16:9フルサイズ |                                                        |
| 追放者食堂へようこそ!                                                | 金 0:00 - 0:30   | 本局 CBCテレビ BS11 AT-X | ハイビジョン制作 16:9フルサイズ |                                                        |
| ふたりソロキャンプ                                                   | 金 0:30 - 1:00   | BS朝日                   | ハイビジョン制作 16:9フルサイズ |                                                        |
| 勇者パーティーを追放された白魔導師、Sランク冒険者に拾われる          | 金 1:00 - 1:30   | BSフジ                   | ハイビジョン制作 16:9フルサイズ |                                                        |
| ハイガクラ                                                           | 金 1:30 - 2:00   |                          | ハイビジョン制作 16:9フルサイズ | 第7話までは再放送                                      |
| ブスに花束を。                                                       | 金 22:30 - 23:00 | 本局 毎日放送 BS日テレ   | ハイビジョン制作 16:9フルサイズ |                                                        |
| アークナイツ【焔燼曙明/RISE FROM EMBER】                             | 金 23:30 − 24:00 |                          | ハイビジョン制作 16:9フルサイズ | 5.1chサラウンド対応 過去作はテレ東で放送 TVer対応      |
| サイレント・ウィッチ 沈黙の魔女の隠しごと                            | 土 0:00 - 0:30   | 本局 BS11                | ハイビジョン制作 16:9フルサイズ | アニプレックス（旧E!TV枠）                             |
| 渡くんの××が崩壊寸前                                                 | 土 1:00 - 1:30   | 本局 BS日テレ            | ハイビジョン制作 16:9フルサイズ |                                                        |
| 9-nine- Ruler's Crown                                                | 土 22:00 - 22:30 |                          | ハイビジョン制作 16:9フルサイズ | 地上波独占放送 初回は60分拡大SP                        |
| 気絶勇者と暗殺姫                                                     | 土 22:30 - 23:00 | BS11                     | ハイビジョン制作 16:9フルサイズ | ABEMAにて1週間先行配信                                 |
| 青春ブタ野郎はサンタクロースの夢を見ない                             | 土 23:30 - 24:00 | 本局 メ～テレ BS11       | ハイビジョン制作 16:9フルサイズ | アニプレックス（旧E!TV）枠                             |
| その着せ替え人形は恋をする Season2                                   | 日 0:00 - 0:30   | 本局 BS11                | ハイビジョン制作 16:9フルサイズ | アニプレックス（旧E!TV）枠                             |
| 薫る花は凛と咲く                                                     | 日 0:30 - 1:00   | 本局 BS11                | ハイビジョン制作 16:9フルサイズ | アニプレックス（旧E!TV）枠                             |
| ばっどがーる                                                         | 日 1:00 - 1:30   |                          | ハイビジョン制作 16:9フルサイズ | キングレコード枠                                       |
| 公女殿下の家庭教師                                                   | 日 1:30 - 2:00   |                          | ハイビジョン制作 16:9フルサイズ | キングレコード枠 ABEMA・dアニメストアにて1週間先行配信 |
| 瑠璃の宝石                                                           | 日 21:30 - 22:00 | 本局 BS11 AT-X           | ハイビジョン制作 16:9フルサイズ | アニプレックス枠                                       |
| 白豚貴族ですが前世の記憶が生えたのでひよこな弟育てます               | 日 22:00 - 22:30 |                          | ハイビジョン制作 16:9フルサイズ | YTE制作枠 ABEMAにて1クール先行配信                     |
| 異世界黙示録マイノグーラ〜破滅の文明で始める世界征服〜               | 日 22:30 - 23:00 | BS日テレ                 | ハイビジョン制作 16:9フルサイズ | バンダイナムコ枠                                       |
| ブサメンガチファイター                                               | 日 23:30 - 24:00 |                          | ハイビジョン制作 16:9フルサイズ |                                                        |

## 過去に放送された新作アニメ
TOKYO MXにおいて新作アニメの放送枠が設けられたのは2003年1月以降であり、確認される初の作品は「THE_ビッグオー Second Season」（木曜 23:30 - 0:00、2003年1月 - 3月）である。同作品の放送に先駆け、同じ放送枠で「first season」を2002年10月から放送しており、これを含めると新作アニメ放送枠の初設置は2002年10月である。続く作品は2003年7月からの「アニメ魂 ダイバージェンス・イヴ」（木曜 23:30 - 0:00、2003年7月 - 9月）および、他の「アニメ魂」枠の作品群である。深夜0時台以降に放送された新作アニメとしては「ヤミと帽子と本の旅人」（土曜 25:30 - 26:00、2003年10月 - 12月）が最初の作品である。前出の「アニメ魂」枠は2004年4月から木曜深夜1時台に移設され、2006年4月からは木曜深夜2時台に移設された。

## 再放送アニメ
ここでは、他局で放送済みだが当局初放送の旧作も掲載する。
以前に同局で放送しており、2巡目の放送となる作品には■、3巡目となる作品には▲、4巡目以上の作品には◆をそれぞれ作品名の後に明記。ただし、再放送にあたって（ビデオグラム）製品版での放送やエンドカードの変更、新作CM追加など必ずしも同一再放送とは言えない作品もある。また、本放送時に同局でネットしていた作品は◎を明記する。
年末年始や『バラいろダンディ』休止時の一挙放送、新作枠の前週などに単発放送される作品は割愛。
主に続編の製作や映画化、DVDなどの映像ソフトの発売といった、新規のメディア化が決定した作品の前宣伝の意味を込め、関連する過去の作品が再放送されるパターンが多い。

### 現在（再放送）
- 放送時間は2025年8月現在

#### 全日帯再放送枠（6時 - 19時）
※特記以外はMX1（メイン091ch）で放送。
- 新あたしンち■（日 8:30 - 9:00）※MX2で放送
- とんでもスキルで異世界放浪メシ[注 40] （日 10:30 - 11:00）

#### ゴールデン・プライム再放送枠（19時 - 23時）
※特記以外はMX1（メイン091ch）で放送。
- 嘆きの亡霊は引退したい◎（月 19:00 - 19:30、本局・BS日テレ製作）※字幕放送、TVer対応
- デジモンテイマーズ（月 19:30 - 20:00、フジテレビ・東映アニメーション製作）
- 怪盗ジョーカー◎（月 20:00 - 20:30、本局製作）
- 本好きの下剋上 司書になるためには手段を選んでいられません◎■（月 21:25 - 21:54、BSフジ・WOWOW製作）
- フードコートで、また明日。◎（月 22:30 - 23:00、本局・サンテレビ・BS日テレ製作）※KADOKAWA枠。8月11日まで全6話で放送された作品の再放送。
- THE IDOLM@STER■（火 19:00 - 19:30、TBSテレビ製作）
- 僕のヒーローアカデミア（第3期）（火 19:30 - 20:00、読売テレビ製作）
- グレートマジンガー（火 20:30 - 21:00、フジテレビ・東映アニメーション製作）
- アニメの神様（火 22:00 - 23:00）
  - ドラゴンボールZ▲（火 22:00 - 22:29、フジテレビ・東映アニメーション製作）
  - 機動戦士ガンダムSEED DESTINY HDリマスター▲（火 22:29 - 23:00、毎日放送製作）
- キラッとプリ☆チャン（水 19:00 - 19:30、テレビ東京製作）
- ひろがるスカイ!プリキュア（水 19:30 - 20:00、朝日放送テレビ・東映アニメーション制作）※プリキュア枠
- トムとジェリー ショー2（水 20:30 - 21:00）
- ハピネスチャージプリキュア！（木 19:30 - 20:00、朝日放送テレビ・東映アニメーション制作）※プリキュア枠
- アイカツフレンズ!（木 20:00 - 20:30、テレビ東京製作）
- 赤毛のアン（木 20:30 - 21:00、フジテレビ製作）
- ザ☆ウルトラマン（金 19:30 - 20:00、TBSテレビ製作）
- シンカリオン チェンジ ザ ワールド（金 20:00 - 20:30、テレビ東京製作）
- イナズマイレブン 脅威の侵略者編（金 22:00 - 22:30、テレビ東京製作）※レベルファイブ枠

#### 深夜再放送枠（23時 - 翌4時）
特記以外はMX1（メイン091ch）にて放送。
- ゴールデンカムイ（第三期）◎◆（火 1:30 - 2:00、本局製作）
- うしおととら◎（水 1:05 - 1:35）※小学館作品枠
- BanG Dream! 2nd Season◎◆（木 23:00 - 23:30、本局製作）※ブシロード（BanG Dream!枠）
- 『ジョジョの奇妙な冒険』アニメーションシリーズ エピソード総選挙セレクション放送◎（土 0:30 - 1:00）
- ケンガンアシュラ Season2 ベストバウト◎（土 1:30 - 2:00、毎日放送製作）
- 魔神英雄伝ワタル2（日 23:00 - 23:30、日本テレビ製作）※バンダイナムコ枠